# Valeri Fabrikant
Valeri I. Fabrikant em russo:  Фабрикант, Валерий Иосифович (Minsk, URSS, 28 de janeiro de 1940) é um engenheiro canadense nascido na Bielorrússia.
Imigrou para o Canadá, onde foi professor de engenharia mecânica na Universidade Concórdia em Montreal. Em 24 de agosto de 1992 matou a tiros quatro colegas e feriu um membro da universidade, após anos de comportamento perturbado na universidade. Foi condenado a prisão perpétua.

## Antecedentes
Nascido na Bielorrússia (então União Soviética) em uma família judaica, Fabrikant é doutorado em engenharia. Imigrou para o Canadá em 1979. Clamava ser um dissidente político, porém pesquisas posteriores de jornalistas da Gazette de Montreal, investigando suas credenciais acadêmicas, descobriram que ele foi demitido de diversas posições na URSS devido a seu comportamento perturbador.
Fabrikant foi contratado pela Universidade Concórdia em 1980, onde trabalhou inicialmente como técnico com salário reduzido. Com o passar dos anos galgou posições acadêmicas. Foi professor e realizou pesquisa independente, apesar de estudantes, funcionários e professores terem relatado problemas de comportamento variando de "indesejável a intolerável".
Fabrikant tentou coletar informações para chantagear funcionários para promovê-lo, ameaçou funcionários e colegas e culpou outros por todos os seus problemas. Ele culpou seus colegas por ter sido negado a estabilidade e por ter buscado o término de seu contrato de trabalho.
Ao longo de vários meses de escalada de acusações do final de 1991 até 1992, ele acusou a universidade de tolerar a prática de acadêmicos serem listados como co-autores em artigos para os quais não haviam contribuído. Em 1992, no meio de uma campanha por e-mail contra vários funcionários da universidade, Fabrikant foi ao tribunal para tentar remover os nomes de vários colegas dos trabalhos de pesquisa que ele havia escrito na década de 1980. Esse caso não foi concluído até novembro de 2007.Ele foi indeferido pela juíza da Corte Superior de Quebec , Nicole Morneau, de acordo com uma disposição do Código de Processo Civil de Quebec destinada a tratar casos considerados frívolos ou infundados.Mais tarde, foi reaberto e, eventualmente, encerrado em março de 2011.